# Nomada hirtiventris
Nomada hirtiventris là một loài Hymenoptera trong họ Apidae. Loài này được Schwarz mô tả khoa học năm 1990.